# Liste der Landschaftsschutzgebiete im Landkreis Schweinfurt
Im Landkreis Schweinfurt gibt es 18 Landschaftsschutzgebiete. (Stand: November 2018)

## Hinweise zu den Angaben in der Tabelle
- Gebietsname: Amtliche Bezeichnung des Schutzgebietes
- Bild/Commons: Bild und Link zu weiteren Bildern aus dem Schutzgebiet
- LSG-ID: Amtliche Nummer des Schutzgebietes
- WDPA-ID: Link zum Eintrag des Schutzgebietes in der World Database on Protected Areas
- Wikidata: Link zum Wikidata-Eintrag des Schutzgebietes
- Ausweisung: Datum der Ausweisung als Schutzgebiet
- Gemeinde(n): Gemeinden, auf denen sich das Schutzgebiet befindet
- Lage: Geografischer Standort
- Fläche: Gesamtfläche des Schutzgebietes in Hektar
- Flächenanteil: Anteilige Flächen des Schutzgebietes in Landkreisen/Gemeinden, Angabe in % der Gesamtfläche
- Bemerkung: Besonderheiten und Anmerkungen

Bis auf die Spalte Lage sind alle Spalten sortierbar.
| Gebietsname | Bild/Commons   | LSG-ID       | WDPA-ID | Wikidata  | Ausweisung | Gemeinde(n) | Lage     | Fläche ha | Flächenanteil | Bemerkung |
| --- | -------------- | ------------ | ------- | --------- | ---------- | ----------- | -------- | --------- | --- | --------- |
| Herlheimer Wiesen                                                                                               | weitere Bilder | LSG-00481.01 | 395989  | Q59633663 | 1994       |             | Position | 67,57     | Landkreis Schweinfurt (100 %) |           |
| Landschaftsschutz der Mainleite im Bereich der Stadt Schweinfurt und des Landkreises Schweinfurt                | weitere Bilder | LSG-00075.01 | 395499  | Q59633642 | 1956       |             | Position | 40,89     | Schweinfurt (86,5 %), Landkreis Schweinfurt (13,5 %) |           |
| LSG Ellertshäuser See                                                                                           | weitere Bilder | LSG-00327.01 | 395817  | Q59633646 | 1981       |             | Position | 256,41    | Landkreis Schweinfurt (100 %) |           |
| LSG Hausener Tal                                                                                                | weitere Bilder | LSG-00377.01 | 395886  | Q59633651 | 1985       |             | Position | 1206,96   | Landkreis Schweinfurt (100 %) |           |
| LSG Im Kies und Unterer Unkenbach                                                                               | weitere Bilder | LSG-00407.01 | 395915  | Q59633656 | 1987       |             | Position | 50,96     | Landkreis Schweinfurt (100 %) |           |
| LSG innerhalb des Naturparks Hassberge (ehemals Schutzzone)                                                     | weitere Bilder | LSG-00573.01 | 396122  | Q59632927 | 1987       |             | Position | 56385,96  | Landkreis Bamberg (12,3 %), Landkreis Rhön-Grabfeld (19,5 %), Landkreis Haßberge (66,6 %), Landkreis Schweinfurt (1,6 %)                                                                             |           |
| LSG innerhalb des Naturparks Steigerwald (ehemals Schutzzone)                                                   | weitere Bilder | LSG-00569.01 | 396119  | Q59586157 | 1988       |             | Position | 88558,46  | Landkreis Bamberg (20,3 %), Landkreis Erlangen-Höchstadt (3,6 %), Landkreis Neustadt an der Aisch (38,4 %), Landkreis Haßberge (17,0 %), Landkreis Kitzingen (14,0 %), Landkreis Schweinfurt (6,7 %) |           |
| LSG Üchtelhäuser Grund                                                                                          | weitere Bilder | LSG-00386.01 | 395894  | Q59633655 | 1986       |             | Position | 39,55     | Landkreis Schweinfurt (99,7 %) |           |
| LSG Umgebung des Alten und Neuen Sees                                                                           | weitere Bilder | LSG-00433.01 | 395941  | Q59633658 | 1989       |             | Position | 158,18    | Landkreis Schweinfurt (100 %) |           |
| LSG Weipoltshäuser- und Jeusing-Grund                                                                           | weitere Bilder | LSG-00459.01 | 395967  | Q59633660 | 1992       |             | Position | 366,27    | Landkreis Schweinfurt (100 %) |           |
| LSG Zeller Grund                                                                                                | weitere Bilder | LSG-00381.01 | 395889  | Q59633653 | 1986       |             | Position | 106,21    | Landkreis Schweinfurt (99,5 %) |           |
| Mainauelandschaft bei Sennfeld                                                                                  | weitere Bilder | LSG-00473.01 | 395981  | Q59633662 | 1993       |             | Position | 50,01     | Landkreis Schweinfurt (99,9 %) |           |
| Schutz des Landschaftsraumes Umgebung der Sulzheimer Gipshügel in der Gemarkung Sulzheim, Landkreis Schweinfurt | weitere Bilder | LSG-00335.01 | 395825  | Q59633649 | 1982       |             | Position | 34,98     | Landkreis Schweinfurt (100 %) |           |
| Schutz eines Landschaftsteils im Bereich der Stadt Schweinfurt und des Landkreises Schweinfurt                  | weitere Bilder | LSG-00084.01 | 395505  | Q59633643 | 1956       |             | Position | 31,55     | Schweinfurt (76,9 %), Landkreis Schweinfurt (23,0 %) |           |
| Schutz von Landschaftsteilen im Landkreis Schweinfurt                                                           | weitere Bilder | LSG-00074.01 | 395498  | Q59633640 | 1956       |             | Position | 90,46     | Landkreis Schweinfurt (100 %) |           |
| Schutz von Landschaftsteilen in der Gemarkung Abersfeld, Landkreis Schweinfurt                                  | weitere Bilder | LSG-00201.01 | 395681  | Q59633645 | 1971       |             | Position | 180,4     | Landkreis Schweinfurt (99,8 %) |           |
| Volkacher Mainschleife                                                                                          | weitere Bilder | LSG-00170.01 | 395639  | Q59633208 | 1969       |             | Position | 5326,93   | Landkreis Kitzingen (61,9 %), Landkreis Schweinfurt (16,3 %), Landkreis Würzburg (21,7 %) |           |
| Weyerer Bergheide mit Hangwäldern und Altwasser                                                                 | weitere Bilder | LSG-00498.01 | 396006  | Q59633665 | 1996       |             | Position | 34,49     | Landkreis Schweinfurt (100 %) |           |